# M. Kanis
M. Kanis (Deventer, 1934 – 12 augustus 2000) was een Nederlandse schrijver. Hij schreef 27 christelijke jeugdboeken over de Tweede Wereldoorlog in Nederland en over Israël. Ook droeg Kanis als Oom Rien veertien jaar lang middels een Bijbelse puzzel bij aan de kinderpagina in het Reformatorisch Dagblad.
Kanis had een carrière in het onderwijs. Nadat hij in 1980 was afgekeurd vanwege een beschadiging aan de netvliezen, begon hij met schrijven.